# Kızıltepe (district)
Kiziltepe is een Turks district in de provincie Mardin en telt 198.672 inwoners (2007). Het district heeft een oppervlakte van 1416,4 km².
De bevolkingsontwikkeling van het district is weergegeven in onderstaande tabel.
| 1997    | 2000    | 2007    |
| ------- | ------- | ------- |
| 179.933 | 183.475 | 198.672 |